# Mari Alkatiri
Mari Bim Amude Alkatiri GCIH (nascido a 26 de novembro de 1949, em Díli) foi primeiro-ministro de Timor-Leste (2002/2006 e 2017/2018) e secretário-geral do partido FRETILIN.

## Biografia
Alkatiri estudou em Angola e Moçambique. É um dos membros fundadores da FRETILIN, o movimento de resistência contra a ocupação Indonésia.
A 14 de fevereiro de 2006, foi agraciado com a Grã-Cruz da Ordem do Infante D. Henrique de Portugal.

## Carreira governativa
Foi Ministro da Economia no I Governo Transitório de Timor-Leste, liderado pelas Nações Unidas, de 2000 a 2001 e Ministro Principal e Ministro da Economia e Desenvolvimento no II Governo Transitório de Timor-Leste de 2001 a 2002.
Tornou-se primeiro-ministro de Timor-Leste a 20 de maio de 2002. Demitiu-se a 26 de junho de 2006  no decurso da crise política timorense de 2006.
Foi nomeado presidente da Região Administrativa Especial de Oecusse-Ambeno para um mandato de cinco anos por um decreto presidencial assinado a 25 de julho de 2014 pelo então chefe de Estado, Taur Matan Ruak.  
Em 14 de setembro de 2017 foi indigitado pelo presidente Francisco Guterres como novo primeiro-ministro de Timor-Leste.